# 长毛赤瓟
长毛赤瓟（学名：Thladiantha villosula）为葫芦科赤瓟属的植物，为中国的特有植物。分布在中国大陆的陕西、甘肃、贵州、湖北、云南、河南、四川等地，生长于海拔2,000米至2,800米的地区，多生长在沟边林下以及灌丛中，目前尚未由人工引种栽培。

## 异名
- Thladiantha villosula Cogn. ex Harms var. nigrita A. M. Lu et Z. Y. Zhang